# Chepes
Chepes is een plaats in het Argentijnse bestuurlijke gebied Rosario Vera Peñaloza in de provincie La Rioja. De plaats telt 13.299 inwoners.